# Stefania satelles
Espèce
Statut de conservation UICN

 NT  : Quasi menacé
Stefania satelles est une espèce d'amphibiens de la famille des Hemiphractidae.

## Répartition
Cette espèce est endémique de l'État de Bolívar au Venezuela. Elle se rencontre de 2 000 à 2 500 m d'altitude sur les tepuys Angasima, Aprada et Upuigma.

## Publication originale
- Señaris, Ayarzagüena & Gorzula, 1997 "1996" : Revisión taxonómica del género Stefania (Anura: Hylidae) en Venezuela, con la descripción de cinco nuevas especies. Publicaciones Asociación Amigos Doñana, vol. 7, p. 1–56.